# Timm Kröger

Timm Kröger, um 1890

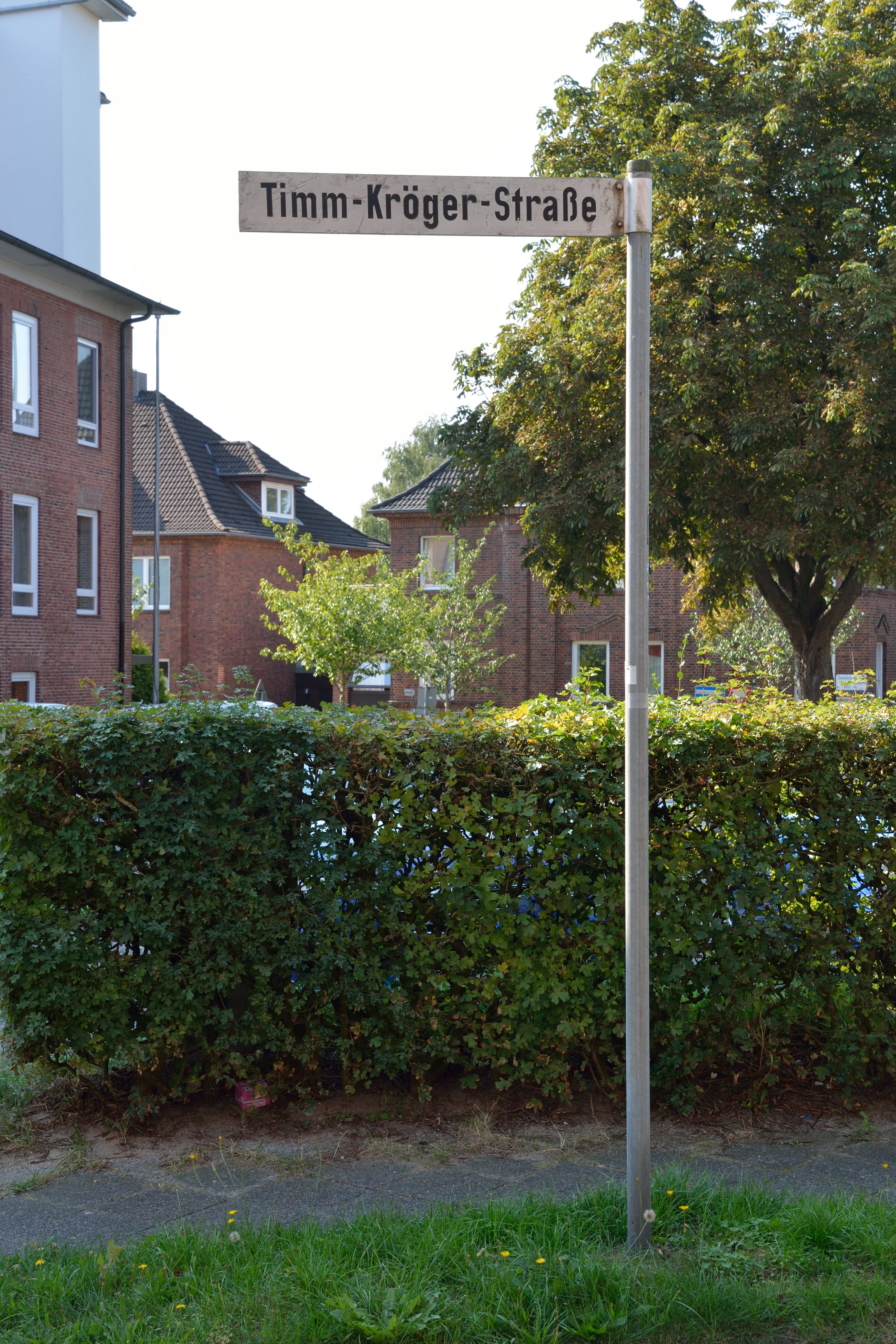
Straßenschild in Itzehoe

Timm Kröger (* 29. November 1844 in Haale (Kreis Rendsburg); † 29. März 1918 in Kiel) war ein deutscher Jurist und Schriftsteller. Er verfasste Novellen, Erzählungen und Skizzen, die das holsteinische Bauern- und Landleben schildern. Sein Neffe war der kaiserliche Baurat Jürgen Kröger.

## Leben
Timm Kröger wurde als Sohn des wohlhabenden Bauern Hans Kröger (1800–1855) und der Trienke geb. Bornhold († 1888) geboren. Nach dem Besuch der Volksschule in Hohenwestedt bewirtschaftete er den Altenteil seiner Mutter. 1864 entschied er sich für ein Studium der Rechtswissenschaften. Während seines Studiums an der Universität Kiel wurde er 1864 Mitglied der Burschenschaft Teutonia zu Kiel. Zu seinen weiteren Studienorten zählten Zürich, Leipzig und Berlin.
1869 war er als Referendar in Meldorf, wo er auch seine erste Gattin Wiebcke Catharina Margaretha Idaline geb. Boie († 1887) kennen lernte, die er 1876 heiratete, und danach in Altona und Kiel tätig. Später lebte er als Kreisrichter und Staatsanwaltsgehilfe in Calbe an der Saale und einigen ost- und westpreußischen Orten: Lyck, Pillkallen, Angerburg und Marienburg. Seit 1876 arbeitete er als Rechtsanwalt und Notar in Flensburg, ab 1880 in Elmshorn und seit 1892 in Kiel. 1903 gab er seinen Beruf auf und lebte seither als freier Schriftsteller.
Mit seiner Frau Idaline geb. Boie hatte er mindestens zwei Kinder, eine Tochter namens Louise Helene (* 2. Juni 1877 Flensburg) und einen Sohn namens Hans Boie (* 8. Februar 1879 Flensburg).
Am 7. Februar 1890 heiratete er in Altona Hilda Elfrieda Jacobine Boie (* 13. Juni 1852), Tochter des verstorbenen Hofbesitzers Friedrich Theodor Boie und der Beate Friedericke geb. Voß aus Thalingburen, Kirchspiel Meldorf.

## Künstlerisches Schaffen
In seinem 1902 handschriftlich verfassten Lebenslauf Abriß eines Lebenslaufs von Timm Kröger berichtet er, dass ihn die Bekanntschaft mit dem gleichaltrigen Detlev von Liliencron zu literarischen Produkten angeregt hätten. Die humoristische Skizze „Die Roßtrappe von Neudorf“ wurde unter Liliencrons Zutun in der naturalistischen Literaturzeitschrift Die Gesellschaft veröffentlicht. Zu Krögers literarischen Vorbildern zählen Theodor Storm, Wilhelm Raabe und Leo Tolstoi. Als Schriftsteller beschrieb er das ländliche Leben in Schleswig-Holstein, inspiriert durch seine Kindheit in Haale. Seine Erzählkunst weist impressionistische und humoristische Züge auf.
In vielen norddeutschen Gemeinden wurden Straßen und Schulen nach ihm benannt.

## Werke
- Eine stille Welt. Bilder und Geschichten aus Moor und Heide (1891)
- Der Schulmeister von Handewitt (1893), in der 2. Aufl. unter dem Titel Schuld?
- Die Wohnung des Glücks (1897)
- Warum ist Detlev von Liliencron noch nicht volkstümlich? In: Die Heimat. Monatsschrift des Vereins zur Pflege der Natur- und Landeskunde in Schleswig-Holstein, Hamburg und Lübeck. Bd. 8 (1898), Heft 12, Dezember 1898, S. 230–237 (Digitalisat).
- Hein Wieck und andere Geschichten (1899)
- Leute eigener Art (1904)
- Um den Wegzoll (1904)
- Der Einzige und seine Liebe (1905)
- Heimkehr (1906)
- Mit dem Hammer (1906)
- Das Buch der guten Leute (1908)
- Aus alter Truhe (1908)
- Des Reiches Kommen (1909)
- Aus dämmernder Ferne – Jugenderinnerungen von Timm Kröger. Georg Westermann, Braunschweig u. Hamburg 1924
- Novellen. Gesamtausgabe in 6 Bänden. Alfred Janssen, Hamburg 1914
- Wa Jürn Hölk den Düwel ziteer. Richard Hermes, Hamburg 1919

## Ehrungen
- Verschiedene Straßen u. a. in Hamburg, Hannover, Heide, Elmshorn, Itzehoe, Kiel, Quickborn, Schleswig und Stade erhielten seinen Namen.
- Der Timm-Kröger-Weg in Cuxhaven-Süderwisch wurde nach ihm benannt.
- Die Timm-Kröger Schule in Neumünster sowie die Timm-Kröger-Schule in Elmshorn wurden nach ihm benannt.[7]